# San Bernardino (California)

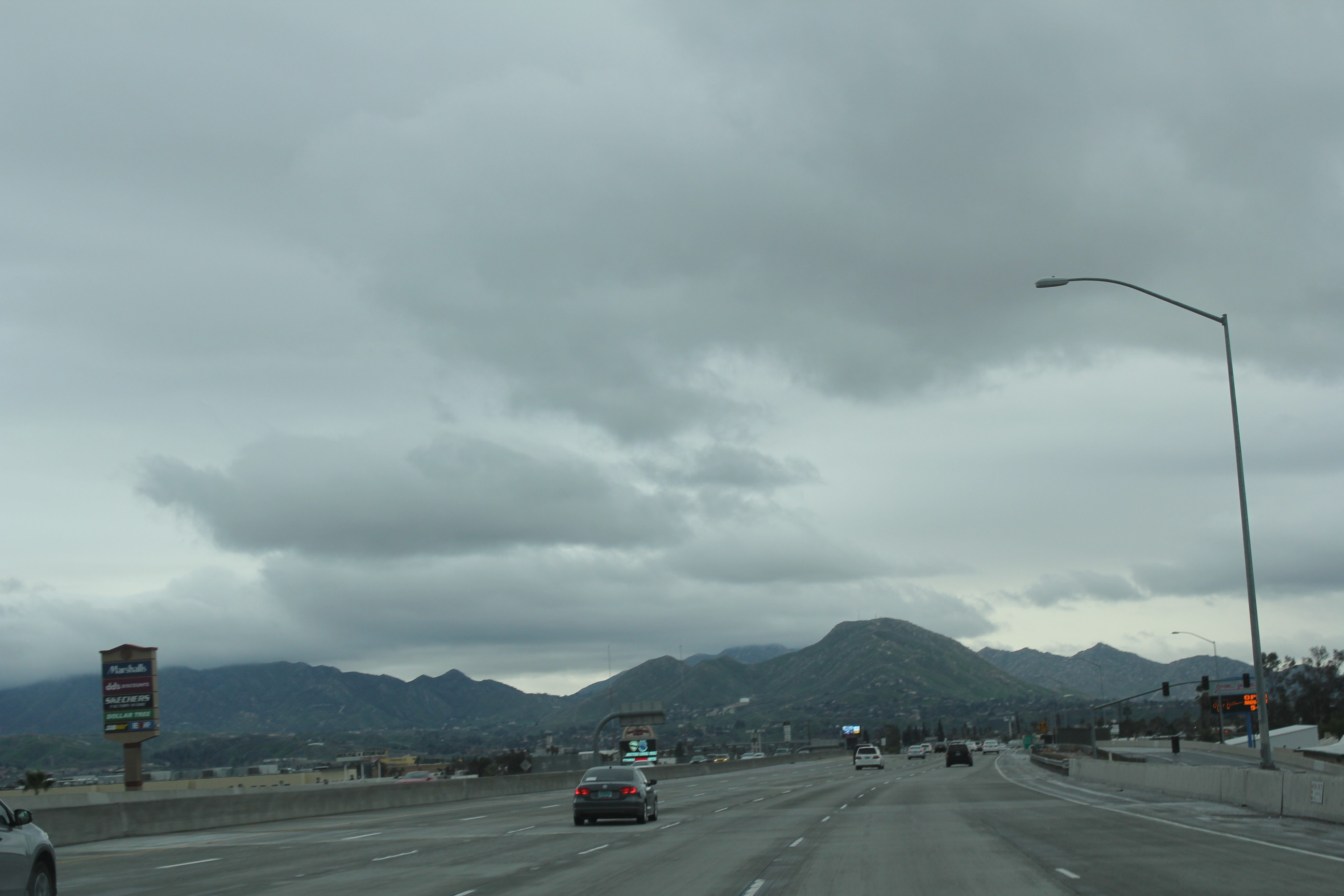
Ruta Interestatal 215 en San Bernardino, California.

San Bernardino es una ciudad del estado estadounidense de California. San Bernardino es la sede del condado del mismo nombre y pertenece al área metropolitana de Riverside-San Bernardino-Ontario. Según el censo de 2010 la población es de 209 924 habitantes, lo que la convierte en la 17° ciudad más grande de California y la 100° de los Estados Unidos.

## Historia
La ciudad de San Bernardino, California, ocupa gran parte del Valle de San Bernardino, al que originalmente las tribus indígenas se refirieron como "El Valle de la mano ahuecada de Dios". Al ver la inmensa formación geológica en forma de punta de flecha en la ladera de las Montañas de San Bernardino, se encontraron con los manantiales de aguas frías y calientes a los que parece apuntar dicha punta de flecha. 
La ciudad de San Bernardino es una de las más antiguas comunidades en el Estado de California. 
El comandante militar español de California, Pedro Fages, probablemente entró en el valle de San Bernardino en 1772. El padre misionero Francisco Garcés llegó al valle en 1774, como lo hizo la expedición de Juan Bautista de Anza.
El 20 de mayo de 1810 el padre Francisco Dumetz, un franciscano español, realizó un viaje desde la misión de San Gabriel Arcángel al valle durante el día de San Bernardino de Siena. Ese año se estableció Politana como primer asentamiento español en el valle. Tenía una capilla de misión y una estación de aprovisionamiento para los viajeros que venían de Sonora.
El nombre de Bernardino de Siena el 20 de mayo de 1810, San Bernardino, en su actual ubicación, no fue resuelto en gran parte de California hasta 1851 cuando entró en la Unión. La primera colonia anglo-estadounidense fue establecida por los pioneros relacionados con La Iglesia de Jesucristo de los Santos de los Últimos Días, que más tarde se recordó en 1857 por Brigham Young de Utah debido a la guerra. Durante el intermedio, la ciudad fue incorporada oficialmente en el año 1857. Poco después, San Bernardino, se convirtió en un importante centro comercial en el sur de California. 
De acuerdo con la leyenda amerindia de la Cabeza de Flecha, una flecha desde el cielo quemó la formación en la ladera de la montaña con el fin de mostrar las tribus en las que podrían ser curados. Durante mediados de siglo XIX, "Dr." Noble David Smith afirmó que un santo-como se apareció ante él y le dijo de una lejana tierra con el excepcional clima y aguas curativas, marcada por una gigantesca flecha. Smith en su búsqueda de flecha única formación que comenzó en Texas, y eventualmente terminó en Arrowhead Springs en California en 1857. En 1889, la palabra de los muelles, junto con el hotel en un sitio (y la creencia en el efecto del agua de los manantiales de la salud en general) ha crecido considerablemente. Los huéspedes del hotel a menudo raved sobre el agua cristalina de los manantiales fríos, lo que llevó Seth Marshall para establecer una operación de embotellado en el sótano del hotel. En 1905, el agua de los manantiales de frío se está enviado a Los Ángeles en el marco del recién creado "Arrowhead" marca. 
Los pueblos indígenas del Valle de San Bernardino y las montañas eran colectivamente identificadas por los exploradores españoles en el siglo XIX como serranos o de las sierras. Los serranos, que viven cerca de lo que ahora es Big Bear Lake Yuhaviatam, se llamaban "la gente de los Pinos". En 1866, para despejar el camino para los colonos y mineros de oro, el estado llevó a cabo una milicia de 32 días la campaña de sacrificio de hombres, mujeres y niños. Yuhaviatam líder Manuel Santos guiado a su pueblo de su antigua patria a un pueblo en el sitio San Bernardino pie. El gobierno de Estados Unidos estableció en 1891 como una reserva y tribales, el nombre de Santos, después de Manuel. 
El Ferrocarril del Sur de California estableció, a través de San Bernardino, un enlace ferroviario entre Los Ángeles y el resto de la nación en 1883. En 1905, la ciudad de San Bernardino aprobó su primera Carta. La Segunda Guerra Mundial lo que se convertiría en la Base Aérea de Norton. McDonald Hermanos fundaron la marca de McDonald's, junto con su innovador concepto de restaurante, en 1948. En 1980, el Panorama de incendios destruyeron 284 hogares. Y, en 1994, Base de la Fuerza Aérea de Norton cerrado para convertirse en el Aeropuerto Internacional de San Bernardino.
Después de los indígenas se establecieron en la zona colonos españoles, en 1852 se establecieron allí pioneros mormones y urbanizada como un centro de comercio principalmente para las arboledas circundantes de fruta cítrica y viñedos. Otras industrias como la aeroespacial, electrónica y del acero son hoy en día su principal base económica. En 1940 los hermanos Richard y Maurice McDonald fundaron la franquicia de comida rápida más famosa de la historia que lleva su nombre.

## Geografía
La ciudad se encuentra al este del Valle de San Bernardino y aproximadamente a 134 km. (100 millas) al este del océano Pacífico. Algunas de las principales características geográficas de la ciudad incluyen la sierra de San Bernardino y el Bosque Nacional de San Bernardino a lo largo de la frontera norte, el Cajon Pass al lado de la frontera noroeste; y el río Santa Ana en la frontera sur de la ciudad, cerca del Aeropuerto Internacional de San Bernardino. 
San Bernardino es única entre las ciudades del sur de California debido a su riqueza de agua, que es figura en la mayoría de los acuíferos subterráneos. Una gran parte de la ciudad está por encima de la cuenca de aguas subterráneas Bunker Hill, incluyendo el centro de la ciudad. Este hecho representa históricamente un alto nivel freático en porciones de la ciudad, incluso en la antigua Urbita Springs, un lago que ya no existe. Seccombe Lake, el nombre de un exalcalde, es un embalse en Sierra Way y 5th Street. El Distrito Municipal de Agua del Valle de San Bernardino tiene planes para construir dos embalses más grandes al norte y al sur del centro histórico, a fin de reducir las aguas subterráneas, reducir los riesgos de licuefacción en un futuro terremoto, y venta del agua a organismos vecinos. 
La ciudad cuenta con varias colinas y montañas, entre ellas están: Perris Hill; Kendall Hill (que está cerca de la Universidad Estatal de California), y Little Mountain, que se eleva entre Shandin Hills (por lo general delimitada por Sierra Way, 30th Street, Kendall Drive, y la Interestatal 215). 
Las autopistas actúan como importantes divisiones geográficas para la ciudad de San Bernardino. La Interestatal 215 es el principal divisor este-oeste, mientras que la Ruta Estatal 210 es el principal divisor norte-sur. La Interestatal 10 está en la parte sur de la ciudad. Otras carreteras importantes son la Ruta Estatal 206 (Kendall Drive y Calle E); la Ruta Estatal 66, la Ruta Estatal 18, y la Ruta Estatal 259, la que es un conector entre la Ruta Estatal 210 y la Interestatal 215.

### Clima
| Parámetros climáticos promedio de San Bernardino, California | Parámetros climáticos promedio de San Bernardino, California | Parámetros climáticos promedio de San Bernardino, California | Parámetros climáticos promedio de San Bernardino, California | Parámetros climáticos promedio de San Bernardino, California | Parámetros climáticos promedio de San Bernardino, California | Parámetros climáticos promedio de San Bernardino, California | Parámetros climáticos promedio de San Bernardino, California | Parámetros climáticos promedio de San Bernardino, California | Parámetros climáticos promedio de San Bernardino, California | Parámetros climáticos promedio de San Bernardino, California | Parámetros climáticos promedio de San Bernardino, California | Parámetros climáticos promedio de San Bernardino, California | Parámetros climáticos promedio de San Bernardino, California |
| Mes                                                          | Ene.                                                         | Feb.                                                         | Mar.                                                         | Abr.                                                         | May.                                                         | Jun.                                                         | Jul.                                                         | Ago.                                                         | Sep.                                                         | Oct.                                                         | Nov.                                                         | Dic.                                                         | Anual                                                        |
| ------------------------------------------------------------ | ------------------------------------------------------------ | ------------------------------------------------------------ | ------------------------------------------------------------ | ------------------------------------------------------------ | ------------------------------------------------------------ | ------------------------------------------------------------ | ------------------------------------------------------------ | ------------------------------------------------------------ | ------------------------------------------------------------ | ------------------------------------------------------------ | ------------------------------------------------------------ | ------------------------------------------------------------ | ------------------------------------------------------------ |
| Temp. máx. media (°C)                                        | 20.2                                                         | 20.7                                                         | 22.6                                                         | 25.4                                                         | 28.6                                                         | 32.3                                                         | 35.7                                                         | 36.3                                                         | 33.8                                                         | 28.9                                                         | 23.5                                                         | 19.5                                                         | 27.3                                                         |
| Temp. media (°C)                                             | 12.9                                                         | 13.6                                                         | 15.1                                                         | 17.5                                                         | 20.5                                                         | 23.5                                                         | 26.6                                                         | 27.1                                                         | 24.9                                                         | 20.6                                                         | 15.5                                                         | 12.3                                                         | 19.2                                                         |
| Temp. mín. media (°C)                                        | 5.6                                                          | 6.4                                                          | 7.6                                                          | 9.6                                                          | 12.4                                                         | 14.7                                                         | 17.6                                                         | 17.9                                                         | 16                                                           | 12.3                                                         | 7.5                                                          | 5.1                                                          | 11.1                                                         |
| Precipitación total (mm)                                     | 80                                                           | 103.1                                                        | 64.3                                                         | 25.9                                                         | 6.4                                                          | 1.8                                                          | 0.8                                                          | 3.3                                                          | 6.4                                                          | 20.8                                                         | 32.8                                                         | 61.2                                                         | 406.7                                                        |
| Días de precipitaciones (≥ 0.01 in)                          | 6.0                                                          | 7.2                                                          | 6.8                                                          | 3.2                                                          | 1.7                                                          | .6                                                           | .5                                                           | .5                                                           | 1.4                                                          | 2.4                                                          | 3.2                                                          | 4.8                                                          | 38.3                                                         |
| Fuente: NOAA                                                 |                                                              |                                                              |                                                              |                                                              |                                                              |                                                              |                                                              |                                                              |                                                              |                                                              |                                                              |                                                              |                                                              |

### Barrios y distritos
Los barrios de San Bernardino no son comúnmente llamado. Algunos reflejan las regiones geográficas que existía antes de la anexión, y otros se originó con la evolución de la vivienda. Arrowhead Springs se extiende desde el histórico Arrowhead Springs Hotel and Spa en el norte de la autopista 210 en el Sur y de Shandin Hills en el oeste a este Twin Creek en el Este. Del Rosa es el área en general, entre las colinas y Highland, Montaña y avenidas Arden. Delmann Alturas del Norte es el área de Highland Avenue, al oeste de la 215, y el este del área no incorporada de Muscoy, California (que es la ciudad dentro de la esfera de influencia de la anexión). Algunas partes de Highland están dentro de la Ciudad de San Bernardino, en general, coherente con las porciones de histórico "Altos del Oeste" al norte de Highland Avenue. La ciudad también contiene la oficina de correos de Patton, de California, el área coextensivo con Patton Hospital. Sombras de montaña es el nombre para el desarrollo entre la zona de Palm Avenue y la Avenida Highland a la Ruta Estatal 330. El "West Side" se usa genéricamente para referirse a las zonas al oeste de la autopista 215. Loma Linda Norte es la zona Oeste de Mountain View (la frontera con San Bernardino), al sur de Santa Ana del Río, al norte de la autopista 10, y el Este de la Avenida Tippecanoe. La zona norte de Northpark Boulevard de la University Parkway hasta la Avenida eléctrica, y la zona norte de la calle 40a eléctrico de Harrison Avenue hasta la calle se llama Newberry Granjas. La zona Oeste de la Universidad Parkway, Kendall y Norte de la Avenida de la zona norte de la ciudad se llama Verdemont. El "banco" o "Banco de Rialto" se refiere a la zona de Rialto, con direcciones de correo entre Foothill Boulevard y la calle Línea de Base. 
San Bernardino se divide en varios distritos. Muchas de las empresas tradicionales del centro histórico han emigrado a la Hospitalidad Lane Distrito, que es generalmente limitada por el río Santa Ana del Norte y la autopista I-10 hacia el Sur. Es el centro de su propio distrito, así como con tiendas y edificios gubernamentales. En las colinas de las Montañas de San Bernardino se encuentra la Universidad del Distrito, que es un área comercial destinada a apoyar la Universidad Estatal de California con tiendas, restaurantes, y el espacio residencial de alta densidad. En el lado sur de la autopista 215 y la Universidad del Distrito es el paso de luz Cajón distrito industrial donde se encuentran los almacenes de aprovechar esta importante conexión entre el sur de California y el resto de los Estados Unidos. En el lado opuesto de la ciudad de San Bernardino es la Internacional Gateway, que comprende el Aeropuerto Internacional de San Bernardino (SBD) AllianceCalifornia la logística y el campus. Muy cerca se encuentra el Burlington Northern Santa Fe eje ferroviario. La combinación de estos activos (aeropuerto, ferrocarril central; extenso sistema de autopista, y, Cajón Pass) hace que la ciudad importante en el movimiento de mercancías y personas entre el sur de California y el resto de los Estados Unidos. 
La ciudad de San Bernardino se encuentra en el proceso de desarrollo de un distrito histórico de todo el 1918 Santa Fe Depot, que recientemente se sometió a una restauración de $ 15,6 millones. Cuando esté terminada, esta zona se conectará con el centro del Distrito con las normas período luz y mobiliario urbano, casas históricas y otras estructuras, un nuevo museo, el café y bares, un mercado con un estilo arquitectónico en armonía con la Misión de la estación de reactivación. 

### Códigos postales
San Bernardino tiene códigos postales que van desde el 92401 hasta el 92427. Algunas partes de San Bernardino incluye Loma Linda, Rialto, Highland.

## Demografía
Según el censo de 2000, hay 185.401 personas, 56.330 hogares y 41.120 familias que residen en la ciudad. La densidad de población es 1217,2/km ² (3152,4/mi ²). Se estima que la población actual se eleve a unos 201823 habitantes. Algunas zonas, especialmente al norte del centro de la ciudad, tienen una densidad más allá de la capacidad de diseño. Hay 63.535 unidades de vivienda en una densidad media de 417,1/km ² (1080.3/mi ²). 47,48% de la población son hispanoamericanos de cualquier raza. 28,23% se autocalifican como blancos, 18,41% se consideran afroamericanos, 1,40% son amerindios, 4,19% asiáticos, 0,37% isleños del Pacífico, 27,12% de otras razas y 5,28% se consideran pertenecientes a dos o más razas. 
Hay 56330 hogares, de los cuales 44,1% tienen hijos menores de 18 años que viven con ellos. El 44,9% son parejas casadas que viven juntas, el 21,1% tiene una mujer de familia sin marido presente, y 27,0% no son familias. 21,1% de los hogares se componen de individuos y el 7,5% tiene a alguien que vive solo, que es de 65 años de edad o más. El tamaño medio del hogar es 3,19 y el promedio de tamaño de la familia es 3.72. En 2000, 52,4% de las viviendas ocupadas por sus propietarios es, 47,6% está ocupado por inquilinos, mientras que el 11,6% de todas las demás unidades de vivienda estaban vacantes. 
En la ciudad la población se extiende con el 35,2% menores de 18 años, el 11,0% de 18 a 24, 29,6% de 25 a 44, el 16,0% de 45 a 64, y del 8,2% que son 65 años de edad o más. La media de edad es 28 años. Por cada 100 mujeres existen 96,7 hombres. Por cada 100 mujeres mayores de 18 años, hay 92,2 varones. 
La mediana de los ingresos de un hogar en la ciudad es de $ 31.140, y la renta mediana para una familia es de $ 33.357. Los hombres tienen un ingreso medio de $ 30,847 contra $ 25,782 para las mujeres. El ingreso per cápita para la ciudad es de $ 12.925. 48,6% de la población y el 23,5% de las familias están por debajo del umbral de pobreza. Del total de la población, 36,2% de los menores de la edad de 18 años y el 11,4% de las personas mayores de 65 años vive por debajo del umbral de pobreza.

### La diversidad étnica
Las zonas occidental y central, así como algunas partes del este de San Bernardino, están habitadas por poblaciones de mestizos de bajos ingresos, entre los cuales predomina la población latina y afroamericana. Históricamente, muchos latinos, principalmente mexicanos-estadounidenses y mexicanos, vivían en Mount Vernon Avenue en el lado oeste, mientras que en Medical Center (anteriormente conocida como Muscoy), Baseline, y la mayoría de los corredores era negro desde el decenio de 1960, en particular en el este lado centrado en torno a un área de viviendas públicas proyecto denominado Jardines Waterman. El corazón de la comunidad afroamericana está en el lado oeste de San Bernardino.

## Economía
Gobierno, comercio minorista, y las industrias de servicios dominan la economía de la ciudad de San Bernardino. De 1998 a 2004, San Bernardino, la economía creció en 26.217 puestos de trabajo, un aumento del 37%, a 97.139. Gobierno era a la vez el mayor y más rápido crecimiento en el sector de empleo, llegando a cerca de 20.000 puestos de trabajo en 2004. Otros sectores importantes son comercio minorista (16.000 empleos) y educación (13200 puestos de trabajo). 
La ubicación de la ciudad cerca del Cajón y el pase de San Gorgonio, y en los cruces de la I-10, I-215, RS-210 y las autopistas, lo posiciona como una intermodal logística centro. La ciudad acoge el Burlington Northern Santa Fe y de ferrocarril »s intermodales del transporte de mercancías por el patio, la Yellow Freight Systems' cross-docking centro de camiones, camiones de motor y el Pacífico. Grandes almacenes de Kohl's, Mattel, Pep Boys, y Stater Bros. se han desarrollado cerca del Aeropuerto Internacional de San Bernardino.
En las últimas décadas, la ciudad del río a lo largo de Hospitalidad Lane distrito ha establecido gran parte del desarrollo económico regional de distancia del histórico centro de la ciudad para que la zona alberga ahora una dotación completa de edificios de oficinas, los megamercados minoristas, restaurantes, y hoteles situados en torno a la Santa Ana del Río. 
El cierre de la Base Aérea de Norton en 1994 causó la pérdida de 10000 altamente cualificados empleos militares y civiles, vació todo el barrio, y enviados de San Bernardino en la economía de un descenso significativo que se ha visto compensada por el crecimiento más reciente en la industria logística intermodal. La tasa de desempleo en la región aumentó a más de 12 por ciento durante los años inmediatamente posteriores a la base de cierre, e incluso hoy en día los hogares dentro de una milla (1,6 km) de la ciudad central tiene un ingreso medio de $ 20.480, menos de la mitad de la que el interior región en su conjunto. 

## Arte y cultura
San Bernardino es visitada por el equipo protagonista de la serie Mentes Criminales, quienes buscan a un asesino en serie que amenaza con provocar una guerra étnica en la ciudad.

### Eventos anuales
San Bernardino alberga varios de los principales eventos anuales, entre ellas: la Ruta 66 Rendez-vous, de cuatro días de celebración de la America's "Carretera Madre", que se celebrará en el centro de San Bernardino cada septiembre, la Berdoo Rendezvous Bicicletas & Blues, que se celebró en la primavera, el Consejo Nacional de naranja Mostrar festival, una exposición de cítricos fundada en 1911 y también celebró en la primavera, y el Regional del Oeste Liga Pequeña Campeonato se celebra cada agosto.

### Museos
Robert V. Fullerton Museum of Art, ubicado en el campus de la Universidad Estatal de California, San Bernardino, contiene la mayor colección de antigüedades egipcias al oeste del río Misisipi. Otras importantes piezas de la colección permanente incluye la antigua alfarería de la actual días de Italia, así como arte funerario de la antigua China. Además de la amplia pantalla de antigüedades, el museo presenta arte contemporáneo y exposiciones. 
La Casa del Patrimonio en 8 y D posee la colección del Histórico de San Bernardino y Pioneer Sociedad, mientras que el Museo del Condado de San Bernardino de la historia regional, en San Bernardino, tiene exhibiciones relacionadas con la ciudad de San Bernardino, también. 
El Ferrocarril de San Bernardino y el Museo de Historia se encuentra en el interior de la histórica Santa Fe Depot. Y, un museo de la Ruta 66 se encuentra en el sitio histórico de la original de McDonald's en el restaurante 1398 N. E Street. 
Especialidad museos: el Museo Militar de Inland Empire, que está ubicado en 1394 N. E Street, el Museo de América de Deportes Calle D, y el Consejo Mundial de Boxeo adyacentes "Leyendas del Boxeo" Museo.

### Artes escénicas
De 1928 el Teatro de California de Artes Escénicas en el centro de San Bernardino alberga una serie de eventos, incluyendo conciertos de la Sinfónica de San Bernardino, así como producciones teatrales de Broadway de gira presentado por Arte Teatral Internacional, el Inland Empire de la compañía de teatro más grande. El Glen Helen Pavilion en el Cajón Pass es el anfiteatro más grande en los Estados Unidos. El Consejo Nacional de naranja contiene Mostrar Centro de Eventos: el Pabellón de Orange, un estadio, dos grandes claro-span salas de exposiciones, una clara-span cúpula geodésica, y varios salones de baile. Coussoulis Arena en el Distrito Universitario es el lugar más grande de su tipo en San Bernardino y Condados de Riverside. Sturges Centro de Bellas Artes, incluyendo el Auditorio Sturges 1924, los ejércitos y otras conferencias de teatro. Roosevelt Bowl Perris Hill presenta en el teatro al aire libre durante los meses de verano. 1929 El histórico Teatro Fox de San Bernardino, ubicado en el Distrito Oowntown y junto a la Universidad de Deportes de América, ha sido recientemente restaurado para nuevo uso.

## Centros de veraneo y turismo
En San Bernardino se encuentra la histórica Arrowhead Springs Hotel and Spa, que abarca 1916 acres (7,75 km²) directamente debajo de la Arrowhead monumento geológico que preside el Valle de San Bernardino. El recurso contiene las mejores aguas termales en el mundo [dudoso - discutir], además de minerales y los famosos baños de vapor situado profundas cuevas subterráneas. Largo de la sede de la Cruzada del Campus para Cristo, el sitio sigue siendo en gran vacantes no utilizados y sus operaciones, ya se trasladó a la Florida. 
El plan específico para el futuro de la web incluye: una nueva sala de 115-anexo de la 135-habitación del hotel, una nueva sala de 300-lago del hotel, nuevos embalses y una reconfiguración de las 5 hectáreas (20000 m²) Lago Vonette ; nuevos viñedos, junto con el restaurante Punto y Ventosa de cata sitio; un nuevo golf de 18 hoyos; 36 nuevas fincas en la calle costumbre-lotes adyacentes; 200 000 pies cuadrados (19 000 m²) de espacio comercial, 34 apartamentos construido a las normas de condominio, y 266 condominios, townhomes, y adjunta una sola familia hogares en la aldea de nuevo paseo de uso mixto centro de estilo de vida; 300 nuevos condominios, townhomes, y / o superiores de los apartamentos de lujo en un pueblo de jubilación, una nueva plaza-8600 - pies (800 m²) balneario, 429 condominios, townhomes y una sola familia separada casas ubicado junto al campo de golf, establos comerciales en un nuevo club de polo y centro ecuestre; amplia de usos múltiples caminos y cursos de agua, un 13,9 acres (56000 m²) jardín botánico público; 7,1 hectáreas (29.000 m²) de los parques privados, una nueva 250.000 pies cuadrados (23 000 m²) complejo de oficinas, una nueva 25,000 pies cuadrados (2300 m²), centro de conferencias; y, 8000 pies cuadrados (740 m²) de espacio comercial y 285 condominios, townhomes y una sola familia en la casa adjunta Hilltown desarrollo. Las instalaciones existentes en los motivos siguientes: una sala de cine, diez bungalows privado previamente de propiedad de esas personas como Eleanor Roosevelt, Lucille Ball, los hermanos Marx, Judy Garland, Elizabeth Taylor, y Humphrey Bogart, un anfiteatro al aire libre, una capilla de bodas, la Esther Williams y Piscina Cabanas; Auditorio la Colina, varios salones, un guardia de la casa, pistas de tenis, y la Hacienda. 
Los 300 millones de dólares del Casino de San Manuel, uno de los pocos en el sur de California que no funciona como un hotel, está situado aproximadamente a una milla de la Arrowhead Springs Hotel and Spa. 
En el centro de la ciudad, Clarion, junto a la de San Bernardino Centro de Convenciones, es el hotel más grande, mientras que el Hilton es el más grande de la Hospitalidad Lane Distrito.

## Deportes
California State University, San Bernardino Coyotes competen en la NCAA División II en una variedad de deportes. En el 2007, los Coyotes "del equipo de baloncesto de los hombres compitieron en la División II, Final Four, en Springfield, Massachusetts. Sin embargo, solo el de San Bernardino Valley College juega el fútbol en el nivel colegial. 
San Bernardino, ha tenido otros profesionales y semi-pro equipos a lo largo de los años, incluida la de San Bernardino de Jazz profesional equipo de voleibol femenino, el de San Bernardino Orgullo Superior equipo de Béisbol, y el Espíritu de San Bernardino California League Un único equipo de béisbol. 
San Bernardino también alberga la BSR Occidental Super Modelo Serie tardía en Orange Mostrar Speedway. La serie campos muchos conductores, incluidos los de NASCAR Truck Series Camping mundo ordinario Ron Hornaday, que llevó a la # 33 en una carrera el 12 de julio de 2008. 

### Inland Empire 66ers
La ciudad acoge el Inland Empire 66ers de San Bernardino club de béisbol de la Liga de California, que a partir del 2010 es el de Los Angeles Angels de las ligas mayores, desde 2010. Los 66ers juegan en San Manuel Park en el centro de San Bernardino.

### Liga Pequeña de béisbol
El estadio Al Houghton y la sede de la Liga Pequeña Regional Occidental están ubicados en San Bernardino, concretamente en el barrio de Verdemont, al norte de la ciudad. Durante las dos primeras semanas de agosto, Verdemont alberga once estados del oeste en los torneos regionales del Oeste y Noroeste. Mientras dura la competición, Verdemont y, con ello, San Bernardino reciben mucha atención de los medios y los campeonatos se televisan cada año. El ganador de cada torneo compite luego en la Serie Mundial de Pequeñas Ligas de Williamsport (Pensilvania).

## Parques y recreaciones
San Bernardino ofrece varios parques y otras instalaciones recreativas. Perris Hill Park es el mayor con: Roosevelt Bowl, Fiscalini Campo, varias pistas de tenis, un ACJ, un centro de alto, un campo de tiro, rutas de senderismo, y una piscina. Otros parques notables incluyen: el Parque Regional de Glen Helen, operado por el Condado de San Bernardino.

## Gobierno
La ciudad de San Bernardino es una carta de la ciudad, una forma de gobierno de California que permite la norma limita a domicilio, en el sentido de que pueden pasar sus propias leyes no entre en conflicto con la ley estatal, como cuando la ley estatal no se pronuncia, o permite expresamente municipales reglamentos de las áreas de preocupación local. San Bernardino se convirtió en una carta de ciudad en 1905, la más actual Carta fue aprobada en 2004. 
La ciudad de San Bernardino tiene lo que puede ser una forma única de gobierno, con un fuerte, a tiempo completo, elegido alcalde, un administrador municipal, eligió la ciudad de un Abogado, Secretario Municipal y Tesorero Municipal, y siete puestos del consejo elegidos en una circunscripción sistema. La Carta también creó la Ciudad de San Bernardino del Distrito Escolar Unificado, un organismo separado legalmente, y de la Junta de Comisionados de Agua, un semiautónoma, pero legalmente indistinto comisión, y una Junta de Síndicos de la Biblioteca. 
El Administrador de la Ciudad es responsable de todos los jefes de departamento, a excepción de los jefes de bomberos y policía. Anteriormente, el Código Municipal de San Bernardino, una ciudad reconocida Administrador. 
Cuando la ciudad aprobó inicialmente un sistema de distrito, hay cinco distritos. En la década de 1960, el Consejo se amplió a siete distritos. Los límites se ajustan a cada entidad federal del censo federal como lo exige el derecho constitucional. El actual consejo es: 
Primer Distrito: Esther Estrada; Segundo Distrito: Dennis Baxter; Tercer Distrito: Tobin Brinker; Cuarto Distrito: Fred Ward Shorrett Quinta: Chas (no Charles) Kelley; Sexto Distrito: Rikke Van Johnson; Séptimo Distrito: Wendy McCammack; 
El alcalde es Patrick J. Morris; 
San Bernardino de la comunidad jurídica tiene tres centros: el Centro, distrito Universitario Hostelería Lane. Penal, la familia y los abogados del gobierno están centrados en el centro, mientras que las empresas civiles locales y puestos de avanzada de las empresas estatales y nacionales, empresas, seguros y empresas de defensa, se encuentran a lo largo de Hospitalidad Lane. El Gobierno de México tiene un consulado en el centro de San Bernardino en la esquina sureste de la Calle Tercera y "D" Street. Los ciudadanos de México puede obtener una Matrícula Consular que muchos gobiernos y empresas utilizan en lugar de los EE. UU. de identificación con fotografía. 

### Código municipal
En una carta ciudad, San Bernardino puede hacer y hacer cumplir sus propias leyes no entre en conflicto con las leyes del Estado. Estas normas se han codificado como el Código Municipal de San Bernardino. Violaciones del Código Municipal de San Bernardino, se castiga como un delito menor o infracción (o ambos) sean procesados por la oficina del Fiscal de la Ciudad en la Corte Superior de San Bernardino. La ciudad también tiene dos procesos administrativos por violaciones de la de San Bernardino Código Municipal, incluidos los adoptivos, los códigos como el Código de Construcción de California y el Código de Incendios de California. Uno de ellos es un sistema de citas administrativas, de forma similar a un ticket de aparcamiento, con un concurso o procedimiento de pago. El otro es un proceso de audiencia administrativa, generalmente utilizado para múltiples código violaciones por el Departamento de Cumplimiento de Códigos.

### Conjunto potencia autoridades
San Bernardino acciones determinadas competencias con otros organismos para formar entidades jurídicamente independientes conocidos como potencia conjunta autoridades de la ley de California. Estos incluyen Omnitrans, que proporciona el transporte en todo el este y el oeste de los valles de San Bernardino; SANBAG, que coordina los proyectos de transporte en todo el condado, y la Agencia de Desarrollo del Valle del interior, que es responsable de la reurbanización de las zonas alrededor del aeropuerto internacional de San Bernardino. [editar] 
Además, la Agencia de Reurbanización de la Ciudad de San Bernardino, también conocida como la "Agencia de Desarrollo Económico de la Ciudad de San Bernardino," es una entidad jurídica independiente, aunque el Ayuntamiento de la Ciudad de San Bernardino se encuentra en la Junta del Organismo, y el alcalde es el ejecutivo.

## Asiento del Condado
San Bernardino es la sede del condado de San Bernardino. Varios tribunales estatales (civiles, penales y los juicios de menores) funcionan bajo los auspicios de la Corte Superior, distrito de San Bernardino (antes División Central antes de la unificación de los Tribunales Superior y Municipal en 1998). Actualmente, la Corte Superior de California corte está situado en la 351 Avenida Norte Arrowhead. Consta de un edificio de cuatro pisos de acero y hormigón construido en 1927. Una adición de seis pisos fue añadida en el decenio de 1950. Actualmente, la estructura de 1926 se retroadaptados. Otras salas de audiencia, se han abierto en la 303 West Third Street, sitio de la antigua State Building. Un nuevo corte es tentativamente prevista para ser construida en la esquina sureste de la Tercera y Arrowhead, frente a la Tercera Oeste 303 salas, y el actual tribunal. La financiación de la futura corte será probablemente condicionado a una iniciativa de bonos del estado. 
Tribunal de Menores y menores se encuentran en un condado adyacente al enclave de la ciudad de Gilbert Street, cerca del sitio de la antigua Provincia del Hospital. 
El Fiscal de Distrito del Condado de Defensor Público y ambos tienen sus principales oficinas en Mountain View Avenue, justo al este de la Corte. 
El Tribunal de Apelación de California Cuarto Distrito de la División Dos solía ser ubicado en San Bernardino, pero se mudó a Riverside en la década de 1990. Federal de los casos (incluida la quiebra) se escuchó también en el condado de Riverside juzgados. 

## Cárceles
El Departamento de Policía de San Bernardino cuenta con un área de espera, pero antes del juicio en custodias se transportan al Centro de Detención de West Valley en Rancho Cucamonga. Criminales condenados se celebró en el Centro de Rehabilitación Glen Helen, en las afueras de la ciudad en los límites de la zona Verdemont. Si bien el Centro de Detención Central, ubicado en Oriente 630 Rialto Avenue en San Bernardino, sirvió como la principal cárcel de 1971-1992, que hoy sirve a la mayoría de los presos federales en virtud de un contrato. 

### La seguridad pública
La Carta de 1905 creó el Departamento de Policía de San Bernardino y el Jefe de la Policía, antes de 1905, hubo una posición de la ciudad de Mariscal. La actual Carta sitúa el Jefe de Policía bajo la dirección del Alcalde. 
La Ciudad de San Bernardino Departamento de Bomberos fue fundado en 1878. El Jefe de Bomberos está bajo la dirección del Alcalde. Hay trece estaciones. 
Carta de la Sección 186 requiere que los salarios mensuales de la policía y los bomberos locales de seguridad que los miembros al igual que la media de las posiciones comparables a las diez ciudades de California. Así, si sube la media en otras ciudades, la compensación de los empleados locales de seguridad automáticamente aumenta. 
Más del 90 por ciento de los agentes de la policía local no viven dentro de los límites de la ciudad. 
Recientes esfuerzos de la policía incluyen patrullas conjuntas con la de San Bernardino Departamento del Sheriff del Condado y la Patrulla de Caminos de California. En noviembre de 2006, Parte 1 Delito (Homicidios, Violación, Robo, Asalto, Robo con allanamiento de morada y robo) se redujo en 14,07 por ciento a partir de 2005. Una aplicación más estricta causado un aumento en las detenciones de menores y adultos. 
San Bernardino lucha desde hace mucho tiempo contra los altos índices de criminalidad. Según las estadísticas publicadas por Morgan Quitno, San Bernardino fue la 16 ciudad más peligrosa EE. UU. en 2003, 18 en 2004 y 24 en 2005. San Bernardino de la tasa de homicidios era de 29 por 100.000 en 2005, la 13 ª más alta tasa de homicidios en el país y la tercera más alta en el estado de California después de Compton y Richmond.Los esfuerzos de Policía han reducido significativamente la delincuencia en 2008 y una de las principales caída colectiva desde 1993, cuando la tasa de homicidios de la ciudad el noveno lugar en la nación.

### Estatales y Federales
En la legislatura del estado de San Bernardino se encuentra en la 31 ª y 32 distritos del Senado, representado por el republicano y el demócrata Robert Dutton Gloria Negrete, su padre, respectivamente, y en la 59 ª, 62 ª y 63 Distritos de la Asamblea, representada por el republicano Bob Margett, Wilmer demócrata Carter, y republicano Bill Emmerson, respectivamente. El gobierno federal, de San Bernardino se encuentra en California 41a y 43 distritos del Congreso, que han Cook PVIS 9 de la I y D 10, respectivamente [27] y es representado por el republicano Jerry Lewis y el demócrata Joe Baca. 

## Educación
San Bernardino es el principal servicio de la Ciudad de San Bernardino del Distrito Escolar Unificado, el más grande de distrito en el estado. Todos a pesar de que es también por el mundo de la llanta (extremo norte, las montañas), San Bernardino (extremo sur este) y Rialto (extremo occidental) Escolar Unificado de Distritos. 

### Colegios y Universidades
Universidad Estatal de California, San Bernardino (California State University, San Bernardino en inglés), 
San Bernardino Valley College ,
Instituto Técnico de ITT, 
El Instituto de Arte de California - Inland Empire, 
Argosy University-Inland Empire, 
Colegio Everest, 
Universidad American Sports, Colegio Concorde. 

### Las Escuelas Secundarias
El Distrito de San Bernardino cuenta con las siguientes escuelas, Elemental, Intermedio y Escuelas Secundarias. Teniendo así un amplio sector educacional contando con las Escuelas citadas a continuación: 
- Arroyo Valley High School
- Cajón High School
- Escuela Secundaria San Andreas
- San Bernardino High School
- High School Pacífico
- Academia de Seguridad Pública Carta High School
- Medio College High School
- San Gorgonio High School
- Sierra High School
- Indian Springs High School

En el año 2012 el Gobierno de la Ciudad de San Bernardino otorga a la comunidad una escuela más para la educación de sus habitantes. La Indian Springs High School tiene 102 salones, una biblioteca, un gimnasio, un salón multiusos y una oficina de administración. El plantel escolar fue construido en agosto de 2012 y la instalación fuertemente apoya la enseñanza y aprendizaje por medio de sus aulas y lugares deportivo amplios, y un salón de recursos para el personal. Con este proyecto se espera que la juventud refuerze su educación escolar para un futuro mejor.

## Medios de comunicación
San Bernardino es parte de la zona de Los Ángeles Nielsen. Como tal, sus residentes reciben la misma las estaciones de televisión como la mayoría de los otros del Sur de California. KVCR-TV, una afiliada de PBS operado por el de San Bernardino Community College District, es el único local de la estación de televisión de San Bernardino. KPXN, Los Ángeles "i" red de afiliados, está autorizada a San Bernardino, pero no contiene ningún contenido local. La mayor parte de Norte de San Bernardino no puede recibir por aire las emisiones de televisión de Los Ángeles. Esto se debe a que el monte Baldy y otros picos de las Montañas de San Gabriel bloquear las transmisiones de Mount Wilson. Desde el decenio de 1960, la mayoría de los residentes del Norte de San Bernardino han requerido para obtener la televisión por cable de televisión. Hoy en día, la ciudad tiene dos grandes franquicias de cable: el noroeste de San Bernardino ha Charter Communications, el resto de la ciudad está servida por Time Warner Cable), y las Montañas de Sombra de cable es una pequeña empresa local que presta servicios a la homónima parque de casas móviles. DBS por satélite también es prevalente. Programación local es manejado por la ciudad Pública, Educación, Gobierno y KCSB canal de televisión. 
Históricamente, San Bernardino, ha tenido un número de periódicos. Hoy en día, la de San Bernardino Sun, fundado en 1894 (pero fue la continuación de un documento anterior) publica en el norte de San Bernardino, y tiene una circulación de aproximadamente el área de Yucaipa a Fontana, entre ellos la montaña communities.Many mayores residentes se refieren a como el Sol Sol-Telegram, su nombre cuando se fusionó con la tarde del telegrama en el decenio de 1960. También está la voz Noticias Negro que ha estado en la zona más de 30 años al servicio de los afroamericanos que viven en la comunidad. 
San Bernardino y el Inland Empire de Arbitron tienen su propia área. Por lo tanto, hay una serie de estaciones de radio que emiten en o cerca de San Bernardino. Estos incluyen la estación de rock KCXX, estación de música country KFRG y los miembros de NPR KVCR (FM). Que no sean del gobierno o los medios de comunicación, existe un importante sitio de Internet para el Inland Empire.

## Transporte

### Carreteras y autopistas

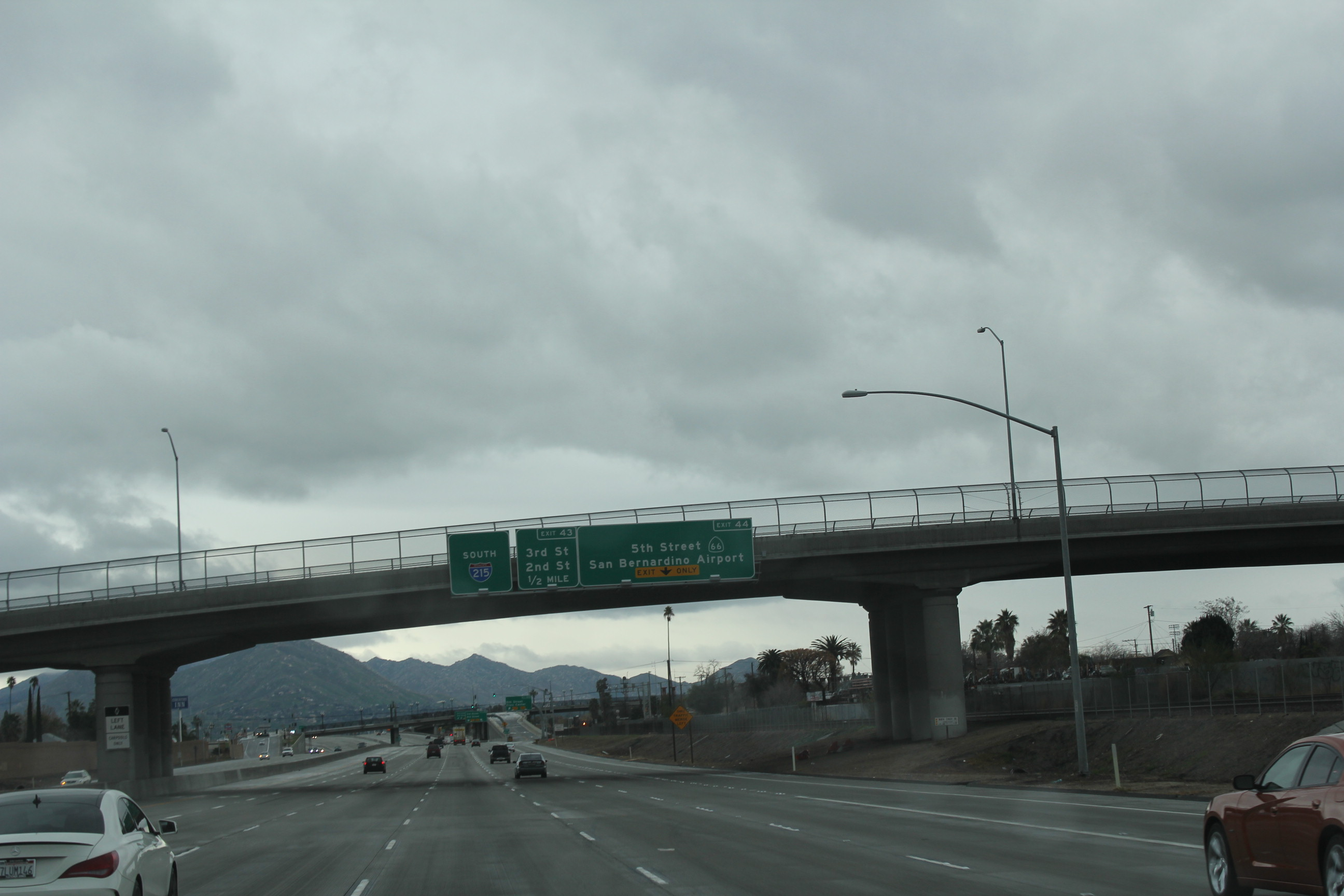
Autopista 215 tramo Orange Show Road hasta University Parkway, CA. Estados Unidos.

San Bernardino cuenta con un sistema de mayoría pública mantiene las calles locales, incluidas las principales arterias, calles privadas, estatales, interestatales y carreteras. 
Las principales calles son (de norte a sur las calles, desde el oeste): Meridian Avenue, Mount Vernon Avenue, E Street, Arrowhead Avenue, Sierra Camino, Waterman Avenue, Avenida Tippecanoe, Del Rosa Avenue, Sterling Avenue, Arden Avenue, Victoria Avenue, Palm Avenida y la calle de Boulder; este oeste calles, desde el norte): Northpark Boulevard, Kendall Avenue, 40 Street, Marshall Boulevard, 30th Street, Highland Avenue, Línea de Base (Calle), 9th Street, 5th Street, 2nd Street, Rialto Avenue , Mill Street, Naranja Mostrar Road, Lane y Hostelería. 
Al principio de año 2014 se terminó la remodelación y ampliación de la autopista 215. De acuerdo con la publicación The sun, street and highway por Michel Nolan : “… Después de 7 años y con una inversión aproximada de $647 millones de dólares, la obra fue terminada. En el 2007, el proyecto de 7.5 millas, disminuyendo el tráfico desde Orange Show Road, cerca del centro y terminando en la Universidad Parkway, en la parte norte donde se benefician miles de personas cada año. Actualmente cuenta con 5 carriles en lugar de 3, beneficiando a ambas direcciones, se repararon puentes y se hicieron nuevos accesos de entrada y salida a la autopista.
El proyecto de cuatro fases, donde originalmente se estimaba un costo de $800 millones de dólares, quedando en un costo total de $647 millones, terminando el proyecto a tiempo. Las autoridades consideran que se beneficia a 10,000 transeúntes diariamente…”. 

### Transporte público
1918 Santa Fe Depot en 3rd Street. Amtrak y Metrolink Commuter plataformas se encuentran cerca de la histórica building.San Bernardino se sirve por el servicio ferroviario regional Metrolink. Líneas son: el Metrolink Inland Empire-Orange County Line y la línea de Metrolink de San Bernardino. 
Después de la estación anterior estación de Amtrak 
Riverside 
hacia el sudoeste de Los Angeles Jefe Victorville 
hacia Chicago 
Después de la estación anterior estación de Metrolink 
Riverside-Centro de la ciudad 
hacia la línea de Oceanside IEOC Terminus 
Rialto 
hacia Los Ángeles, San Bernardino Línea 
Riverside-Centro de la ciudad 
Los Ángeles hacia la línea 91. 
Se están elaborando planes de SANBAG luz para crear un enlace ferroviario de San Bernardino, California, con posibles paradas en la estación de Mill Street y Hostelería Lane. 
Jefe del sudoeste de Amtrak, que opera desde Los Ángeles a Chicago tiene un tren diario en cada sentido, que se detiene en la estación de San Bernardino. 
La ciudad de San Bernardino es un miembro de la autoridad conjunta de poderes Omnitrans. Un Bus Rapid Transit proyecto, denominado SB-X, se prevé a partir de Cal State San Bernardino de Loma Linda. Un centro de tránsito de autobuses está previsto en las proximidades de E Street y Rialto Avenue.

### Aeropuertos
Aeropuerto Internacional de San Bernardino se encuentra físicamente dentro de la Ciudad. Varios almacenes han sido, y siguen siendo, construido en las proximidades. La instalación, que a su vez, está dentro de la jurisdicción de la Agencia de Desarrollo del Valle del interior, un conjunto de poderes la autoridad, y la Autoridad de Aeropuerto de San Bernardino. Hillwood, una empresa dirigida por H. Ross Perot, Jr., es el desarrollador maestro del proyecto, que denomina AllianceCalifornia. El aeropuerto no ofrece el servicio comercial de pasajeros. Sin embargo, la terminal de pasajeros del aeropuerto ha sido remodelado, y se llevará a los vuelos internacionales en los fines del año 2009. 
El aeropuerto es servido por tres grandes autopistas: I-10 (Avenida Tippecanoe); I-215 (Mill Street), y, SR 210 (Ave. Waterman. - Hwy 18).

## Apodos
San Bernardino informalmente ha recibido muchos apodos en su historia. De estos, "San B.", "Dino", "San Berdoo", y "Berdoo" son los más comunes, pero a veces se consideran despectivos o poco dignos. Otros, apodos más oficiales son: "Puerta de la ciudad" (para reflejar la ubicación en el sur y el extremo occidental del Cajón Pass, lo que el Alto Desierto y Las Vegas, Nevada); "La Ciudad Amiga"; "La ciudad en movimiento", y, más recientemente, "El latido del corazón de EE. UU." Ruta 66.

## Ciudades hermanas
San Bernardino cuenta con once ciudades hermanas, designadas por Sister Cities International y la oficina del Alcalde, de la Ciudad de San Bernardino: 
- Goyang, Corea del Sur.
- Herzliya, Israel.
- Ile-Ife, Nigeria.
- Kigali, Ruanda.
- Mexicali, México.
- Roxas, Filipinas.
- Tachikawa, Japón.
- Tauranga, Nueva Zelanda.
- Villahermosa, México.
- Yushu, China.
- Zavolzhye, Rusia.

Tachikawa es la más antigua y más fuerte de las relaciones, y es anterior a Sister Cities International, Inc. Se formó porque tanto San Bernardino y Tachikawa había Fuerza Aérea de Estados Unidos Bases.